# Wolfgang Volz
Pour les articles homonymes, voir Volz.
Ne doit pas être confondu avec Wolfgang Völz.
Wolfgang Volz (né le 17 janvier 1948 à Tuttlingen) est un photographe allemand, connu pour son travail avec le duo Christo et Jeanne-Claude.

## Prix et récompenses
- Prix de la photographie appliquée, 1996.

## Site officiel
- Site officiel de l'artiste.